# فرودگاه بین‌المللی دن جونز
فرودگاه بین‌المللی دن جونز (به انگلیسی: Dan Jones International Airport) یک فرودگاه همگانی بهره‌برداری هوایی است که یک باند فرود آسفالت و چمن دارد و طول باند آن ۱۰۴۹ متر است. این فرودگاه در شهر تامبال، تگزاس کشور ایالات متحده آمریکا قرار دارد و در ارتفاع ۵۱ متری از سطح دریا واقع شده‌است.